# Amolops hongkongensis
Amolops hongkongensis es una especie de anfibio anuro de la familia Ranidae. Es endémica de la zona costera de la provincia de Cantón y de Hong Kong (China). Su rango altitudinal oscila entre 20 y 790 m s. n. m..